# Mon mari et sa fiancée
Pour plus de détails, voir Fiche technique et Distribution.
Mon mari et sa fiancée (Smart Woman) est un film américain réalisé par Gregory La Cava, sorti en 1931.

## Fiche technique
- Titre : Mon mari et sa fiancée
- Titre original : Smart Woman
- Réalisation : Gregory La Cava
- Scénario : Edward Salisbury Field d'après la pièce Nancy's Private Affair de Myron Coureval Fagan
- Photographie : Nicholas Musuraca
- Direction artistique : Max Rée et Carroll Clark (non crédité)
- Costumes : Max Rée
- Montage : Ann McKnight
- Production : RKO Radio Pictures
- Pays d'origine :  États-Unis
- Format : Noir et blanc
- Genre : Comédie romantique
- Durée : 68 minutes
- Sortie : 1931

## Distribution
- Mary Astor : Mrs. Nancy Gibson
- Robert Ames : Donald Gibson
- John Halliday : Sir Guy Harrington
- Edward Everett Horton : Billy Ross
- Noel Francis : Peggy Preston
- Ruth Weston : Mrs. Sally Gibson Ross
- Gladys Gale : Mrs. Preston
- Alfred Cross : Brooks
- Lillian Harmer : Mrs. Windleweaver
- Dennis O'Keefe : un passager au départ du bateau